# なでしこアクション
なでしこアクションは、お一人女性の団体。日本の慰安婦問題の解決を目的としている。代表は「慰安婦の真実」国民運動代表の山本優美子。

## 概要
2011年に設立。戦時中に韓国人女性達が慰安婦として日本軍に強制連行・性奴隷にされたという「いわゆる従軍慰安婦問題」は事実無根の歴史の歪曲だと訴え、「慰安婦問題を私達の世代で終わらせよう」という主旨で結成。日本国内外の反日活動阻止を目指すとしている。日本国外にも情報発信をおこなう。
日本国内では慰安婦問題で事実と異なる決議をおこなったとみなした地方議会、日本国外では慰安婦の碑や慰安婦像の設置案が浮上している自治体などに向けて、慰安婦の実像についての情報を発信し、抗議活動を呼びかけることもある。
このような活動に対して、戦犯旗（旭日旗）追放運動を行っている在米韓国人団体の「日本戦犯旗退出市民の会」は「ナチズムを継承する21世紀のネオファシスト組織を世界人の名の下に退治しなければならない」という声明を発表している。

## 主な対外活動(HPより）
- カナダ・ウィニペグの人権博物館の捏造慰安婦展示阻止活動
- 米国下院慰安婦決議撤廃ホワイトハウス請願署名

## 沿革
- 2011年
  - 3月 - 日本政府に対し「慰安婦への謝罪と賠償」を求める意見書を提出している36地方議会に、質問状を提出
  - 12月 -「慰安婦の嘘を許さない!」抗議行動と集会を開催
- 2012年
  - 2月 - 全国会議員に慰安婦問題資料配布
  - 3月 - 国連人権委員会宛てに「戦時中の慰安婦は商業売春婦であり、日本は謝罪も賠償も必要がない」という立場のレポートを提出
  - 11月 -「慰安婦問題を糺し 毅然とした国の対応を求める 意見交換会」主催